# Semiramis Alia
Semiramis Alia (ur. 1925 jako Semiramis Xhuvani, zm. 1986) – albańska nauczycielka, członkini Albańskiej Partii Pracy.

## Życiorys
Kształciła się w Kolegium Nauczycielskim w Elbasanie. Po II wojnie światowej studiowała na Uniwersytecie Moskiewskim, gdzie poznała Ramiza Alię, następcę Envera Hoxhy i prezydenta Albanii w latach 1991-1992.
Po powrocie do Albanii pełniła funkcję kierowniczki Wydziału Nauk Przyrodniczych Uniwersytetu Tirańskiego.

## Życie prywatne
Semiramis Alia była córką Aleksandra Xhuvaniego oraz żoną prezydenta Albanii, Ramiza Alii, z którym miała troje dzieci: Zanę, Besę i Arbena.